# Les Conquérants de Troy
Les Conquérants de Troy est une série de bande dessinée d'heroic fantasy située dans l'univers de Troy créé par le scénariste français Christophe Arleston pour la maison d'édition Soleil.
Dessinée par Ciro Tota, cette série dérivée située bien avant les événements de Lanfeust de Troy explique la colonisation de la planète Troy.

## Synopsis
Le Consortium des Fleurs vient de découvrir une nouvelle planète, Troy. C'est une planète inhabitée sinon par une espèce assez primitive : les trolls. Mais Troy a la particularité d'abriter le Magohamoth, animal mystérieux produisant de la magie.
Le Consortium des Fleurs décide de mener une expérience afin de catalyser la magie du Magohamoth et de développer des pouvoirs parapsy chez des colons. Ces colons sont le plus souvent enrôlés de force puis disséminés un peu partout sur la planète.
Page Blanche et son frère Zuynn ont été séparés de leurs parents lors du largage sur Troy, et sont donc bien décidés à les retrouver. Mais c'est sans compter sur Chrysante Van Laack, qui est chargé par le Consortium d'aider au développement des pouvoirs parapsy. Van Laack a donc entrepris de construire une tour gigantesque qui doit servir à relayer la magie du Magohamoth, et il a besoin de main d'œuvre (d'esclaves) pour cela.

## Les personnages
- Page Blanche, l'héroïne ;
- Zuynn, son frère ;
- Léandre, de son nom complet Léandre de Lyammon, de la famille des Luspurus de Meirrion ;
- Doïï Dee, un dragonnet ;
- et Eckmül, bûcheron ;
- Chrysante Van Laack, délégué du Consortium des Fleurs sur Troy, ennemi des précédents.

## Publications

### Périodiques
Prépublication dans Lanfeust Mag

### Albums
- Les Conquérants de Troy, Soleil Productions :

1. Exil à Port-Fleuri, 2005  (ISBN 2-84565-686-6)[1].
2. Eckmül le bûcheron, 2008  (ISBN 978-2-302-00209-8).
3. La bataille de Port-Fleuri, 2011  (ISBN 978-2-302-01589-0).
4. Le Mont Rapace, 2014  (ISBN 978-2-302-03675-8)[2].

- Les Conquérants de Troy : Intégrale, Soleil, 2018  (ISBN 978-2-302-06854-4).